# 乘龙快婿
乘龍快婿，也作乘龍佳婿，是一個成語，本指才貌雙全的女婿，後來也指稱意的女婿和讚美別人的女婿。

## 典故
典故出自漢代劉向《列仙傳》中秦穆公幼女弄玉嫁給蕭史，後來弄玉騎鳳、蕭史乘龍，雙雙成仙而去的故事後來清代小說《東周列國志》也詳細記載這個故事。晉代張方的《楚國先賢傳》和唐代徐堅的《初學記》皆以「乘龍」指稱意的女婿